# Protesten in Algerije
De protesten in Algerije van 2010-2012 waren een reeks van een protesten die van eind december 2010 tot begin 2012 in Algerije plaatsvonden. Ze volgden op de protesten in buurland Tunesië en worden gezien als onderdeel van de wijdverbreide protesten in de Arabische wereld in 2011.
Stijgende voedselprijzen, alsmede slechte levensomstandigheden, corruptie en gebrek aan werk, huisvesting en politieke vrijheid zijn de drijfveren achter de protesten. Ook eiste men een beëindiging van de noodtoestand, die na de staatsgreep door het leger in 1991, onafgebroken van kracht was geweest. Een belangrijke rol speelt bij de volkswoede dat de bevolking in Algerije, evenals in veel andere delen van de Arabische wereld, gemiddeld zeer jong is: 70% van de Algerijnen is jonger dan 30 jaar. Veel van deze jonge inwoners hebben wel een opleiding gevolgd, maar hebben weinig uitzicht op een goede toekomst met en weinig kans op een baan.
De protesten, op kleine schaal niet ongewoon in Algerije, kregen al snel een landelijk karakter. Begin januari werd er op grote schaal gedemonstreerd. Daarbij vielen zeker twee doden en honderden gewonden, veelal leden van de oproerpolitie. Een dag later werd melding gemaakt van drie doden.
De Algerijnse overheid beloofde maatregelen te nemen om de voedselprijzen te laten dalen, maar de protesten gingen verder, in de vorm van betogingen en - naar voorbeeld van de Tunesiër Mohamed Bouazizi - zelfverbrandingen. Oppositiepartijen en andere organisaties begonnen wekelijkse demonstraties te organiseren. Op 24 februari 2011 werd, negentien jaar na inwerkingstelling, de noodtoestand opgeheven. Later dat jaar kondigde Bouteflika grondwettelijke hervormingen aan die de weg moeten banen naar een representatieve democratie.